# Sonho 70
Sonho 70 es el segundo álbum de estudio del compositor brasileño Egberto Gismonti realizado en 1969 con la discográfica Polydor. Es un disco de MPB donde destaca el gran uso de la orquestación. El tema o mercador de serpentes fue utilizado luego para participar en festivales de la canción en su país. 

## Pistas
- Janela de ouro
- Parque Laje
- Ciclone
- Indi
- Sonho
- O mercador de serpentes
- Lendas
- Péndulo
- Lírica n.º 1

## Créditos
- Egberto Gismonti (piano, guitarra, voces)
- Dulce Nunes (voces)
- Orquesta no identificada

- Datos: Q10950299